# حمض الكوليك
حمض الكوليك أو حَمض المرارة (بالإنجليزية: Cholic acid)‏ هو دواء يُستعمل في علاج:
- مرض بيروكسيزومي (منذ 16 مارس 2015)[12]